# Матюшино (Свердловская область)
Матюшино (Хмелёвка) — посёлок в Тавдинском городском округе Свердловской области России. 5 июня 2018 года поселок Хмелёвка был переименован в Матюшино.

## Географическое положение
Посёлок Матюшино муниципального образования «Тавдинском городском округе» Свердловской области расположен в 28 километрах (по автотрассе в 36 километрах) к северу-северо-востоку от города Тавда. В посёлке расположена железнодорожная станция Матюшино Свердловской железной дороги.

## Население
| 2002 | 2010 |
| ---- | ---- |
| 19   | ↘4   |